# Swiss Gamers Award
 (octobre 2020).
Si vous disposez d'ouvrages ou d'articles de référence ou si vous connaissez des sites web de qualité traitant du thème abordé ici, merci de compléter l'article en donnant les références utiles à sa vérifiabilité et en les liant à la section « Notes et références ».

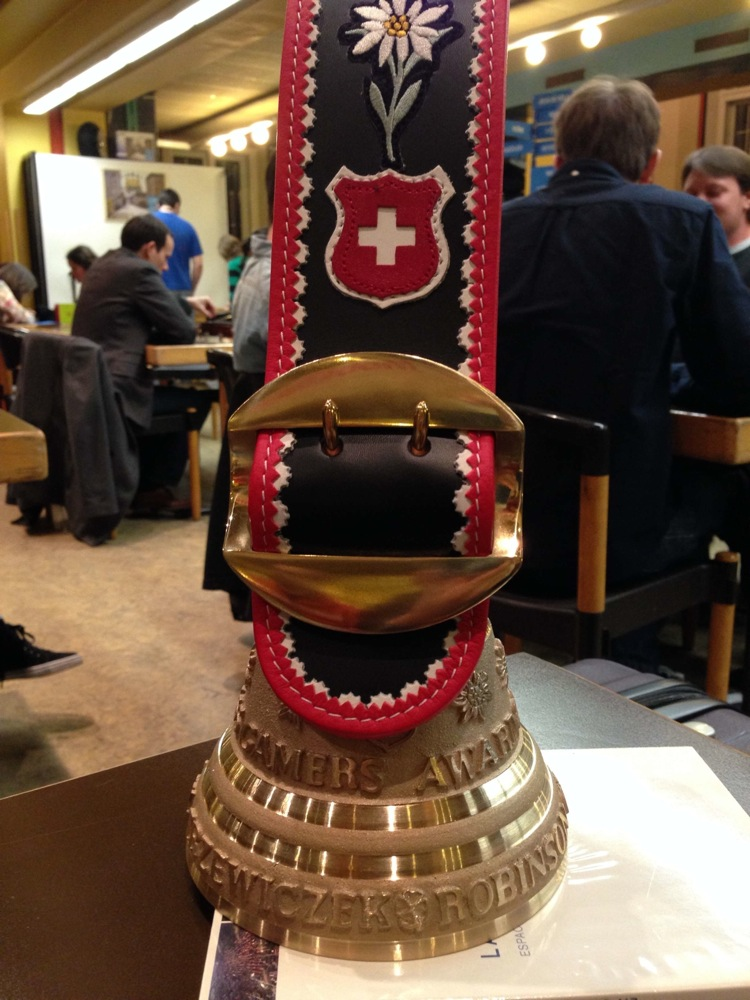
Le prix remis pour le Swiss Gamers Award

Le Swiss Gamers Award est une récompense décernée chaque année à un nouveau jeu de société lors du Festival de jeux Ludesco à La Chaux-de-Fonds, en Suisse. Le Swiss Gamers Award est attribué cette année par 16 clubs suisses de jeux et 25 ludothèques représentant plus de 1500 joueurs.

## Historique
Le Swiss Gamers Award est une récompense décernée chaque année depuis 2010 à un nouveau jeu de société.
Ce prix a été créé à l’initiative du Festival de jeux ludesco  qui se déroule chaque année au mois de mars à La Chaux-de-Fonds, en Suisse. Tous les clubs de jeux établis en Suisse peuvent participer à l’élection. De 2010 à 2019 chaque club participant désignait ses cinq jeux préférés parus au cours de l’année. Depuis 2020 les clubs nomment leurs trois jeux favoris. Tous les jeux parus pendant l’année peuvent être nommés, indépendamment de la nationalité de leurs auteurs et éditeurs.
Depuis 2018 le Swiss Gamers Award Kids, renommé depuis 2023 le Swiss Gamers Award Family, récompense des jeux particulièrement adaptés à un public familial (enfants de moins de dix ans).
En partenariat avec la Fédération des Ludothèques Suisses , les clubs de jeux , associations de jeu et ludothèques situés en Suisse romande, italienne et allemande peuvent participer à la nomination du SGA et du SGA Family.

## Jeux récompensés

### Swiss Gamers Award 2010
| Classement | Jeu                  | Auteur(s)                          | Éditeur          |
| ---------- | -------------------- | ---------------------------------- | ---------------- |
| 1er prix   | 7 Wonders            | Antoine Bauza                      | Repos Production |
| 2e prix    | Dominion, L'Intrigue | Donald X. Vaccarino                | Filosofia        |
| 3e prix    | Cyclades             | Ludovic Maublanc, Bruno Cathala    | Matagot          |
| 4e prix    | Small World          | Philippe Keyaerts                  | Days of Wonder   |
| 5e prix    | Fresco               | Marco Ruskowski, Marcel Süsselbeck | Queen Games      |

### Swiss Gamers Award 2011
| Classement         | Jeu                       | Auteur(s)       | Éditeur                  |
| ------------------ | ------------------------- | --------------- | ------------------------ |
| 1er prix           | La Gloire de Rome         | Carl Chudyk     | Filosofia                |
| 2e prix            | Les Châteaux de Bourgogne | Stefan Feld     | Alea - Ravensburger      |
| 3e prix            | Helvetia                  | Matthias Cramer | Kosmos                   |
| 4e prix (ex aequo) | Airlines Europe           | Alan R. Moon    | Abacusspiele - Filosofia |
| 4e prix (ex aequo) | Sultans de Karaya         | Alex Weldon     | MJ Games                 |

### Swiss Gamers Award 2012
| Classement | Jeu                         | Auteur(s)                        | Éditeur                          |
| ---------- | --------------------------- | -------------------------------- | -------------------------------- |
| 1er prix   | Tzolk'in le calendrier Maya | Daniele Tascini - Simone Luciani | Iello, Czech Games Edition       |
| 2e prix    | Myrmes                      | Yoann Levet                      | Ystari                           |
| 3e prix    | Pix                         | Laurent Escoffier - David Franck | Gameworks                        |
| 4e prix    | Descendance (Village)       | Inka und Markus Brand            | Gigamic - Eggertspiele - Pegasus |
| 5e prix    | Archipelago                 | Christophe Boelinger             | Ludically                        |

### Swiss Gamers Award 2013
| Classement | Jeu                   | Auteur(s)                           | Éditeur                                 |
| ---------- | --------------------- | ----------------------------------- | --------------------------------------- |
| 1er prix   | Robinson Crusoé (jeu) | Ignacy Trzewiczek                   | Filosofia                               |
| 2e prix    | Kemet                 | Guillaume Montiage - Jacques Bariot | Matagot                                 |
| 3e prix    | Russian Railroads     | Helmut Ohley - Leonhard Orgler      | Hans im Glück - Z-Man Games - Filosofia |
| 4e prix    | Bora Bora             | Stefan Feld                         | Alea                                    |
| 5e prix    | Love Letter           | Seiji Kanai                         | Filosofia                               |

### Swiss Gamers Award 2014
| Classement | Jeu         | Auteur(s)     | Éditeur                                          |
| ---------- | ----------- | ------------- | ------------------------------------------------ |
| 1er prix   | Istanbul    | Rüdiger Dorn  | Matagot – Pegasus Spiele – Asterion              |
| 2e prix    | Five Tribes | Bruno Cathala | Days of Wonder                                   |
| 3e prix    | Splendor    | Marc André    | Space Cowboys – Asterion                         |
| 4e prix    | Aquasphere  | Stefan Feld   | Matagot – Pegasus Spiele – Hall Games – Asterion |
| 5e prix    | Concordia   | Mac Gerdts    | Ystari – PD Verlag                               |

### Swiss Gamers Award 2015
| Classement | Jeu                       | Auteur(s)                          | Éditeur                        |
| ---------- | ------------------------- | ---------------------------------- | ------------------------------ |
| 1er prix   | 7 Wonders : Duel          | Antoine Bauza - Bruno Cathala      | Repos Production               |
| 2e prix    | Mombasa                   | Alexander Pfister                  | Days of Wonder                 |
| 3e prix    | Les Voyages de Marco Polo | Daniele Tascini - Simone Luciani   | Hans im Glück - Filosofia      |
| 4e prix    | Mysterium                 | Oleksandr Nevskiy - Oleg Sidorenko | Libellud                       |
| 5e prix    | Isle of Skye              | Mac Gerdts                         | Lookout Spiele - Mayfair Games |

### Swiss Gamers Award 2016
| Classement | Jeu                 | Auteur(s)         | Éditeur                                                       |
| ---------- | ------------------- | ----------------- | ------------------------------------------------------------- |
| 1er prix   | Scythe              | Jamey Stegmaier   | Matagot – Stonemaier Games – Ghenos Games                     |
| 2e prix    | Codenames           | Vlaada Chvátil    | Iello – Heidelberger – Czech Games Edition – Cranio Creations |
| 3e prix    | Great Western Trail | Alexander Pfister | Gigamic – Eggertspiele – Pegasus Spiele – uplay.it edizioni   |
| 4e prix    | First Class         | Helmut Ohley      | Hans im Glück – Z-Man Games                                   |
| 5e prix    | Terraforming Mars   | Jacob Fryxelius   | Fryxgames – Schwerkraft – Stronghold Games                    |

### Swiss Gamers Award 2017
| Classement | Jeu                        | Auteur(s)                                    | Éditeur                                     |
| ---------- | -------------------------- | -------------------------------------------- | ------------------------------------------- |
| 1er prix   | The 7th Continent          | Ludovic Roudy + Bruno Sautter                | Serious Poulp                               |
| 2e prix    | Clans of Caledonia         | Juma Al-JouJou                               | Pixie Games – Karma Games                   |
| 3e prix    | Unlock!                    | Alice Carroll - Thomas Cauët - Cyril Demaegd | Space Cowboys–Asmodee                       |
| 4e prix    | Pillards de La Mer du Nord | Shem Phillips                                | Pixie Games – Schwerkraft-Verlag – Garphill |
| 5e prix    | Dice Forge                 | Régis Bonnessée                              | Libellud                                    |

### Swiss Gamers Award 2018
| Classement | Jeu                                 | Auteur(s)                       | Éditeur            |
| ---------- | ----------------------------------- | ------------------------------- | ------------------ |
| 1er prix   | Underwater Cities                   | Vladimír Suchy                  | Delicious Games    |
| 2e prix    | Decrypto                            | Thomas Dagenais-Lespérance      | Le Scorpion masqué |
| 3e prix    | Architectes des Royaumes de l'ouest | Shem Phillips                   | Graphill Games     |
| 4e prix    | Teotihuacan: La Cité des Dieux      | Daniele Tascini et Dávid Turczi | Pixie Games        |
| 5e prix    | Chronicles of Crime                 | David Cicurel                   | Lucky Duck Games   |

### Swiss Gamers Award Kids 2018
| Classement | Jeu                  | Auteur(s)                          | Éditeur          |
| ---------- | -------------------- | ---------------------------------- | ---------------- |
| 1er prix   | Azul                 | Michael Kiesling                   | Plan B Games     |
| 2e prix    | Karuba Junior        | Rüdiger Dorn - Tim Rogasch         | Haba             |
| 3e prix    | Micropolis           | Bruno Cathala - Charles Chevallier | Matagot          |
| 4e prix    | Concept Kids Animaux | Alain Rivollet - Gaëtan Beaujannot | Repos Production |

### Swiss Gamers Award 2019
| Classement | Jeu                    | Auteur(s)                     | Éditeur                     |
| ---------- | ---------------------- | ----------------------------- | --------------------------- |
| 1er prix   | Wingspan               | Elizabeth Hargrave            | Matagot                     |
| 2e prix    | Everdell               | James A. Wilson               | Starling Games              |
| 3e prix    | Just One               | Ludovic Roudy - Bruno Sautter | Repos Production            |
| 4e prix    | Maracaibo              | Alexender Pfister             | Capstone Games et dlp games |
| 5e prix    | It's a Wonderful World | Frédéric Guérard              | La Boite de Jeu - Origames  |

### Swiss Gamers Award Kids 2019
| Classement | Jeu                     | Auteur(s)                                    | Éditeur                |
| ---------- | ----------------------- | -------------------------------------------- | ---------------------- |
| 1er prix   | La vallée des vikings   | Marie Fort - Wilfried Fort                   | Haba                   |
| 2e prix    | Just One                | Ludovic Roudy - Bruno Sautter                | Repos Production       |
| 3e prix    | Solenia                 | Sébastien Dujardin                           | Pearl Games            |
| 4e prix    | L'Île au Trésor         | Marc Paquien                                 | Surfin' Meeple         |
| 5e prix    | Le monstre des couleurs | Josep Maria Allué - Anna Llenas - Dani Gomez | Purple Brain Creations |

### Swiss Gamers Award 2020
| Classement | Jeu                    | Auteur(s)     | Éditeur                               |
| ---------- | ---------------------- | ------------- | ------------------------------------- |
| 1er prix   | Nidavellir             | Serge Laget   | GRRRE Games                           |
| 2e prix    | Bonfire                | Stefan Feld   | Hall Games - Pegasus Spiele - Matagot |
| 3e prix    | MicroMacro: Crime City | Johannes Sich | Edition Spielwiese                    |

### Swiss Gamers Award Kids 2020
| Classement | Jeu               | Auteur(s)                                  | Éditeur     |
| ---------- | ----------------- | ------------------------------------------ | ----------- |
| 1er prix   | Détective Charlie | Théo Rivière                               | Loki        |
| 2e prix    | Dragomino         | Bruno Cathala - Wilfried Fort - Marie Fort | Blue Orange |
| 3e prix    | Kraken Attack !   | Antoine Bauza - Esteban Bauza              | Loki        |

### Swiss Gamers Award 2021
| Classement | Jeu                             | Auteur(s)                         | Éditeur              |
| ---------- | ------------------------------- | --------------------------------- | -------------------- |
| 1er prix   | Les Ruines Perdues de Narak     | Michaela Štachová et Michal Štach | Iello                |
| 2e prix    | 7 Wonders: Architects           | Antoine Bauza                     | Repos Prod - Asmodée |
| 3e prix    | Les Aventures de Robin des Bois | Michael Menzel                    | Iello                |

### Swiss Gamers Award Kids 2021
| Classement       | Jeu            | Auteur(s)                                          | Éditeur     |
| ---------------- | -------------- | -------------------------------------------------- | ----------- |
| 1er prix         | Unlock! Kids   | Marie et Wilfried Fort                             | Space Cow   |
| 2e prix          | Mot Malin      | Grégory Grard                                      | Blue Orange |
| 3e prix ex aequo | My Gold Mine   | Michael Loth, Hans Joachim Höh, Christof Schilling | Kosmos      |
| 3e prix ex aequo | Tucano         | Théo Rivière                                       | Helvetiq    |
| 3e prix ex aequo | Raffi Raffzahn | Gunter Baars                                       | Kosmos      |

### Swiss Gamers Award 2022
| Classement | Jeu           | Auteur(s)         | Éditeur          |
| ---------- | ------------- | ----------------- | ---------------- |
| 1er prix   | Ark Nova      | Mathias Wigge     | Super Meeple     |
| 2e prix    | Cascadia      | Randy Flynn       | Lucky Duck Games |
| 3e prix    | Living forest | Aske Christiansen | Ludonaute        |

### Swiss Gamers Award Kids 2022
| Classement | Jeu                         | Auteur(s)                               | Éditeur        |
| ---------- | --------------------------- | --------------------------------------- | -------------- |
| 1er prix   | La Colline aux Feux Follets | Jens-Peter Schliemann et Bernhard Weber | Gigamic        |
| 2e prix    | Le grand prix de Belcastel  | Wolfgang Warsch                         | Schmidt Spiele |
| 3e prix    | Loco Momo                   | Lenny Liu et Leon Liu                   | BLAM !         |

### Swiss Gamers Award 2023
| Classement | Jeu         | Auteur(s)                         | Éditeur         |
| ---------- | ----------- | --------------------------------- | --------------- |
| 1er prix   | Faraway     | Johannes Goupy et Corentin Lebrat | Catch Up Games  |
| 2e prix    | Sky Team    | Luc Rémond                        | Scorpion Masqué |
| 3e prix    | Forêt mixte | Kosch                             | Lookout Games   |

### Swiss Gamers Award Family 2023
| Classement       | Jeu                    | Auteur(s)                             | Éditeur           |
| ---------------- | ---------------------- | ------------------------------------- | ----------------- |
| 1er prix         | Nekojima               | David Carmona et Karen Nguyen         | Unfriendly Games  |
| 2e prix          | Mantis                 | Ken Gruhl et Jeremy Posner            | Exploding Kittens |
| 3e prix ex aequo | La Chasse aux Gigamons | Karim Aouidad et Johann Roussel       | Gigamic           |
| 3e prix ex aequo | Mon p'tit Everdell     | James A. Wilson et Clarissa A. Wilson | Matagot           |
| 3e prix ex aequo | Trio                   | Kaya Miyano                           | Cocktail Games    |

### Swiss Gamers Award 2024
| Classement | Jeu           | Auteur(s)                        | Éditeur        |
| ---------- | ------------- | -------------------------------- | -------------- |
| 1er prix   | Harmonies     | Johan Benvenuto                  | Libellud       |
| 2e prix    | Château Combo | Grégory Grard et Mathieu Roussel | Catch Up Games |
| 3e prix    | Bomb Busters  | Hisashi Hayashi                  | Cocktail Games |

### Swiss Gamers Award Family 2024
| Classement | Jeu           | Auteur(s)                              | Éditeur        |
| ---------- | ------------- | -------------------------------------- | -------------- |
| 1er prix   | Captain Flip  | Remo Conzadori et Paolo Mori           | PlayPunk       |
| 2e prix    | Odin          | Yohan Goh et Hope S. Hwang et Gary Kim | Helvetiq       |
| 3e prix    | Château Combo | Grégory Grard et Mathieu Roussel       | Catch Up Games |